# South English
South English est une ville du  comté de Keokuk, en Iowa, aux États-Unis. Elle est incorporée le 13 juillet 1892.

## Source de la traduction
- (en) Cet article est partiellement ou en totalité issu de l’article de Wikipédia en anglais intitulé « South English, Iowa » (voir la liste des auteurs).